# Лада, Йозеф
Йо́зеф Ла́да (чеш. Josef Lada; 17 декабря 1887, Грусице, Австро-Венгрия — 14 декабря 1957, Прага, Чехословакия) — чешский художник и прозаик. В его честь назван астероид (17625) Йозефлада.

## Биография
Йозеф Лада родился 17 декабря 1887 года в чешском городе Грусице.
В раннем детстве Йозеф напоролся на отцовский нож, после чего остался на всю жизнь слепым на один глаз. Этот недуг и неспособность воспринимать глубину изображения задали его графический стиль. С 1905 года учился в Праге в Художественно-промышленной школе. Для художественного стиля Лады характерна графическая лаконичность и выразительность, достигаемая с помощью точных упрощенных линий. Международную известность художнику принесла серия иллюстраций к «Похождениям бравого солдата Швейка» Я. Гашека (1924), выполненных тушью.
В число других значительных произведений входят: «Триптих с чешским пейзажем», 1935, Национальная галерея, Прага), акварельные иллюстрации к «Озорным сказкам» (1946) и к собственной книге «Воспоминания детства» (1953).
В 1947 году Ладе было присвоено звание народного художника Чехословацкой республики. Помимо многочисленных иллюстраций художник создал множество ярких карикатур и рисунков для мультфильмов.
Одним из самых известных литературных произведений Лады стала детская «Сказка о хитрой куме Лисе».
Также его авторству принадлежит великолепная сказка для детей «Микеш» о говорящем грусицком котике и его друзьях: написана и проиллюстрирована Ладой. В 1992 году был издан перевод на русский язык.
Дочь — Алёна Ладова (1925—1992), художница, книжный иллюстратор, сценограф и писательница.

## Галерея

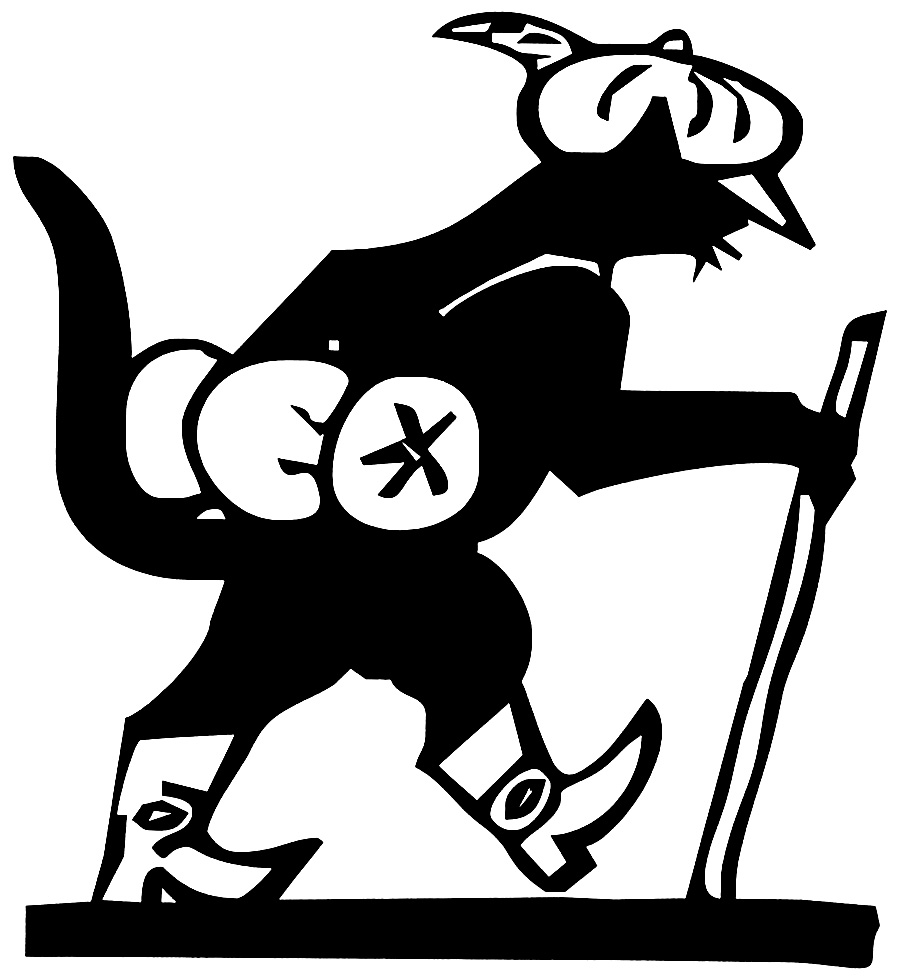
Микеш на дорожном знаке
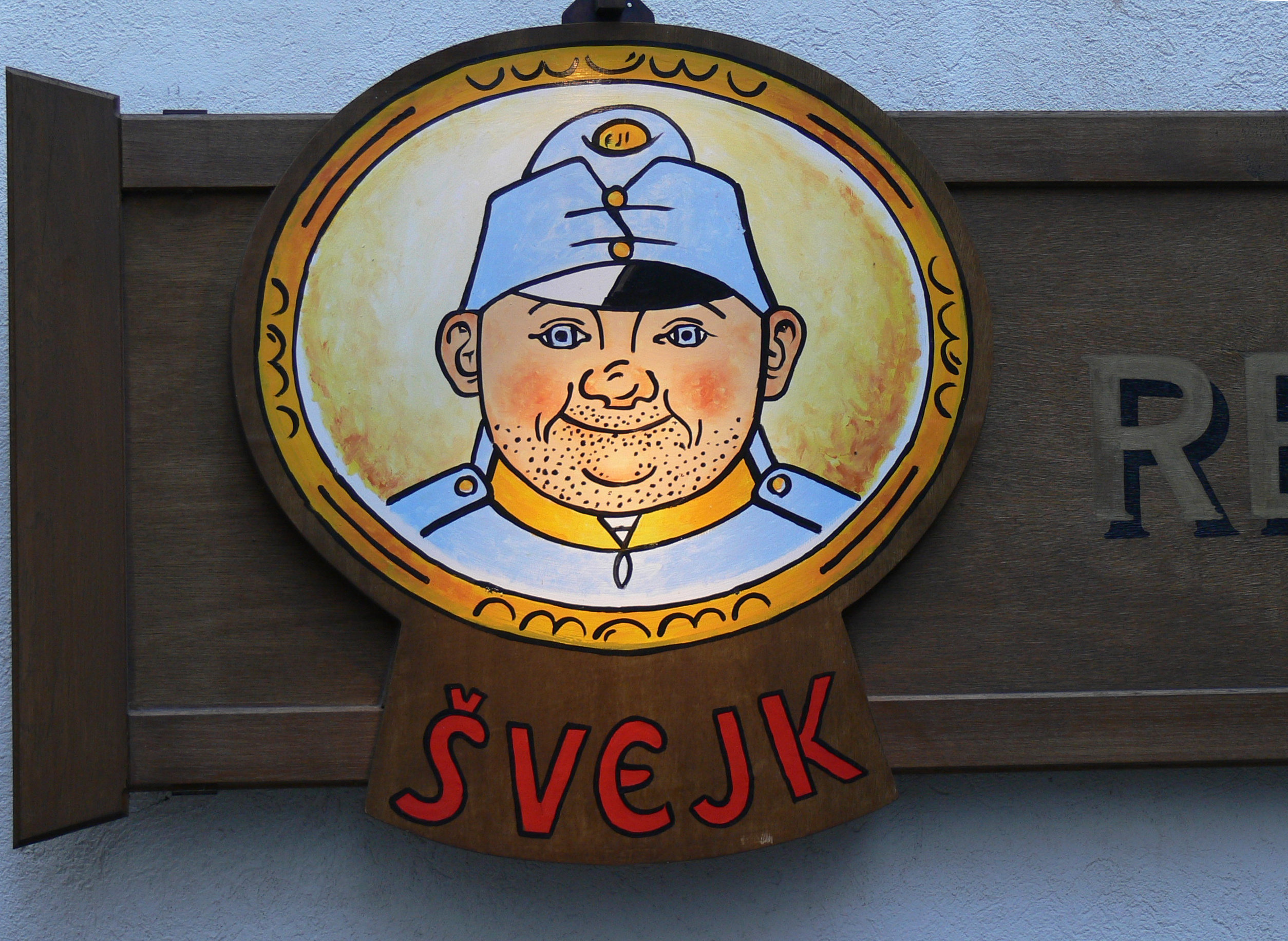
Швейк на ресторане